# 凡德比爾特海灘 (佛羅里達州)
凡德比爾特海灘（英語：Vanderbilt Beach）是位於美國佛羅里達州科利爾縣的一個非建制地區。該地的面積和人口皆未知。

## 地理
凡德比爾特海灘的座標為26°16′14″N 81°47′23″W / 26.27056°N 81.78972°W，而該地的平均海拔高度為1米（即3英尺）。